# Alexander Koenig

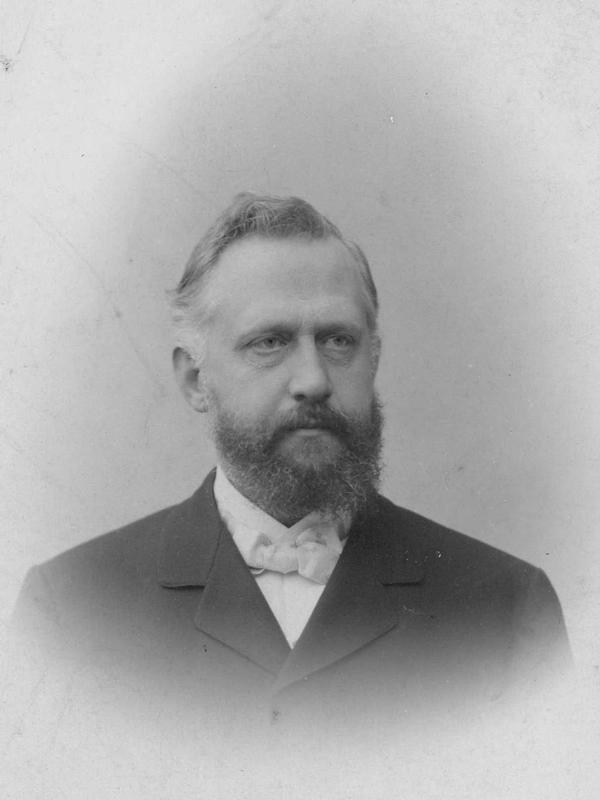
Alexander Koenig

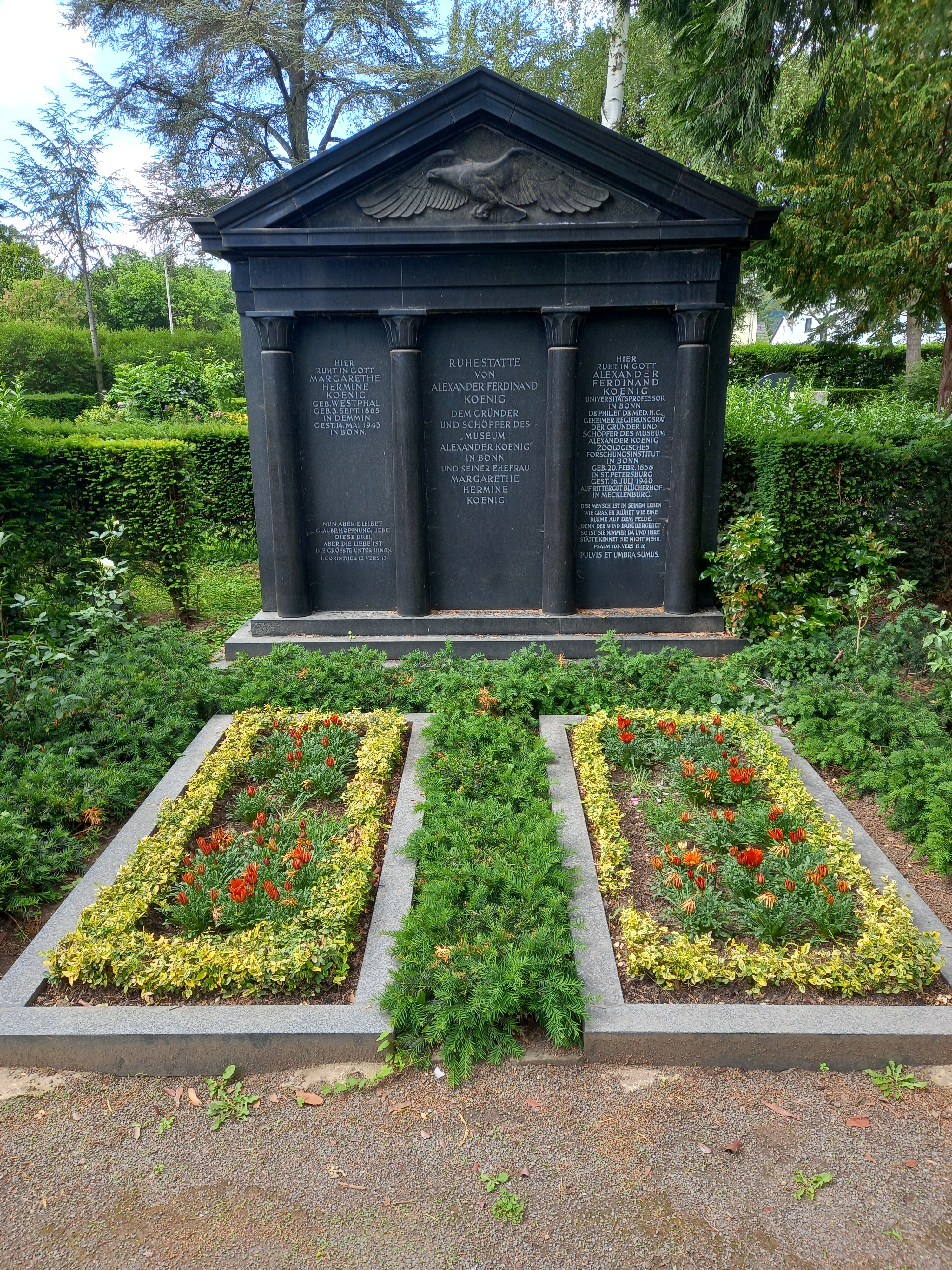
Das Grab von Alexander Koenig und seiner Ehefrau Margarethe Hermine geborene Westphal im Familiengrab auf dem Südfriedhof (Bonn)

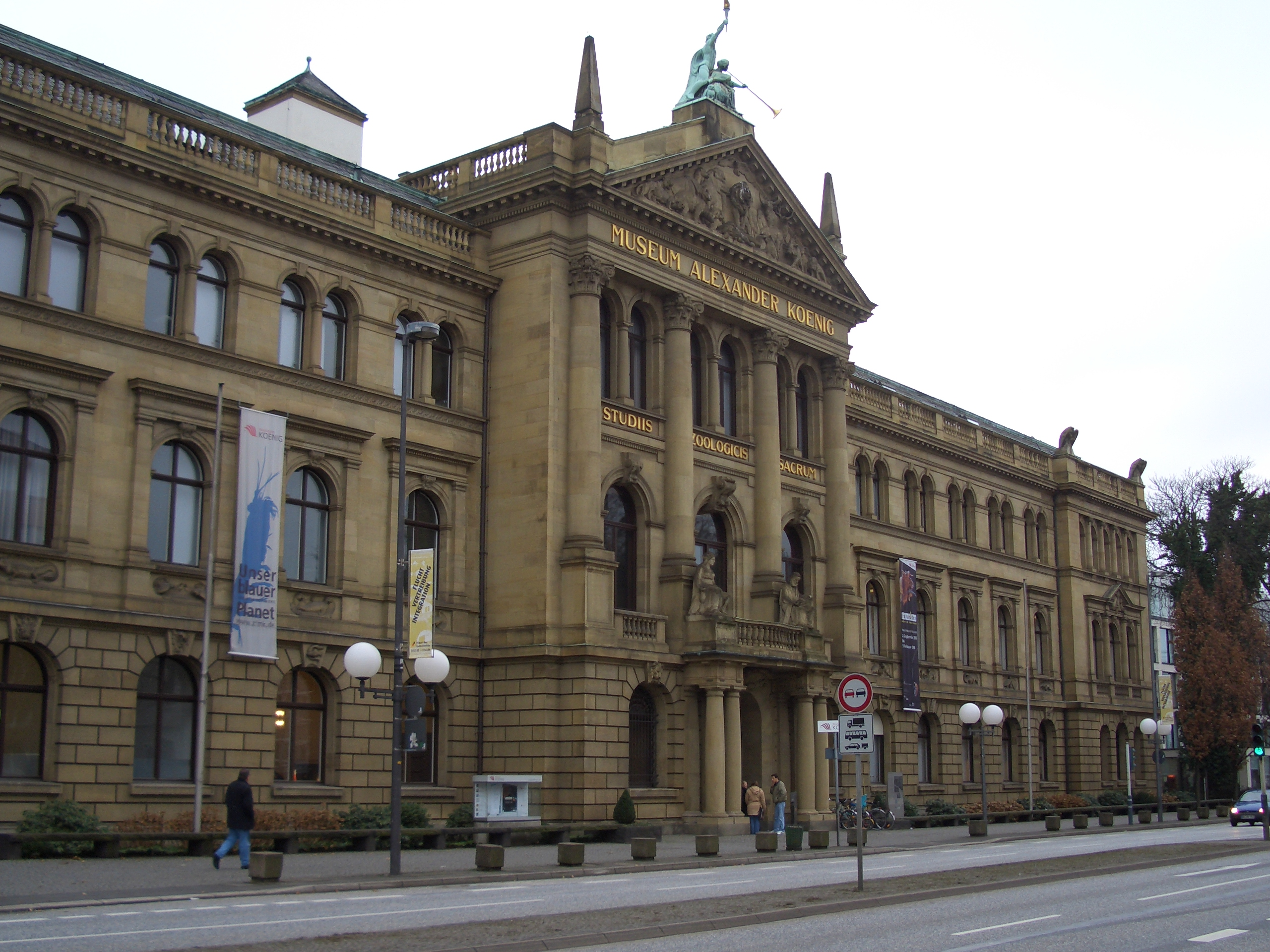
Hauptgebäude des Museums Koenig in Bonn

Alexander Ferdinand Koenig (* 8. Februarjul. / 20. Februar 1858greg. in Sankt Petersburg; † 16. Juli 1940 auf Schloss Blücherhof, Klocksin, Mecklenburg) war ein deutscher Zoologe und Begründer des heutigen Museums Koenig in Bonn.

## Leben
Alexander Koenig war der Sohn von Leopold Koenig, dem „Zuckerkönig“. Dieser hatte im 19. Jahrhundert in St. Petersburg und in der Ukraine ein Zuckerimperium errichtet. Darüber hinaus besaß die deutschstämmige Familie große Ländereien in der heutigen Ukraine.

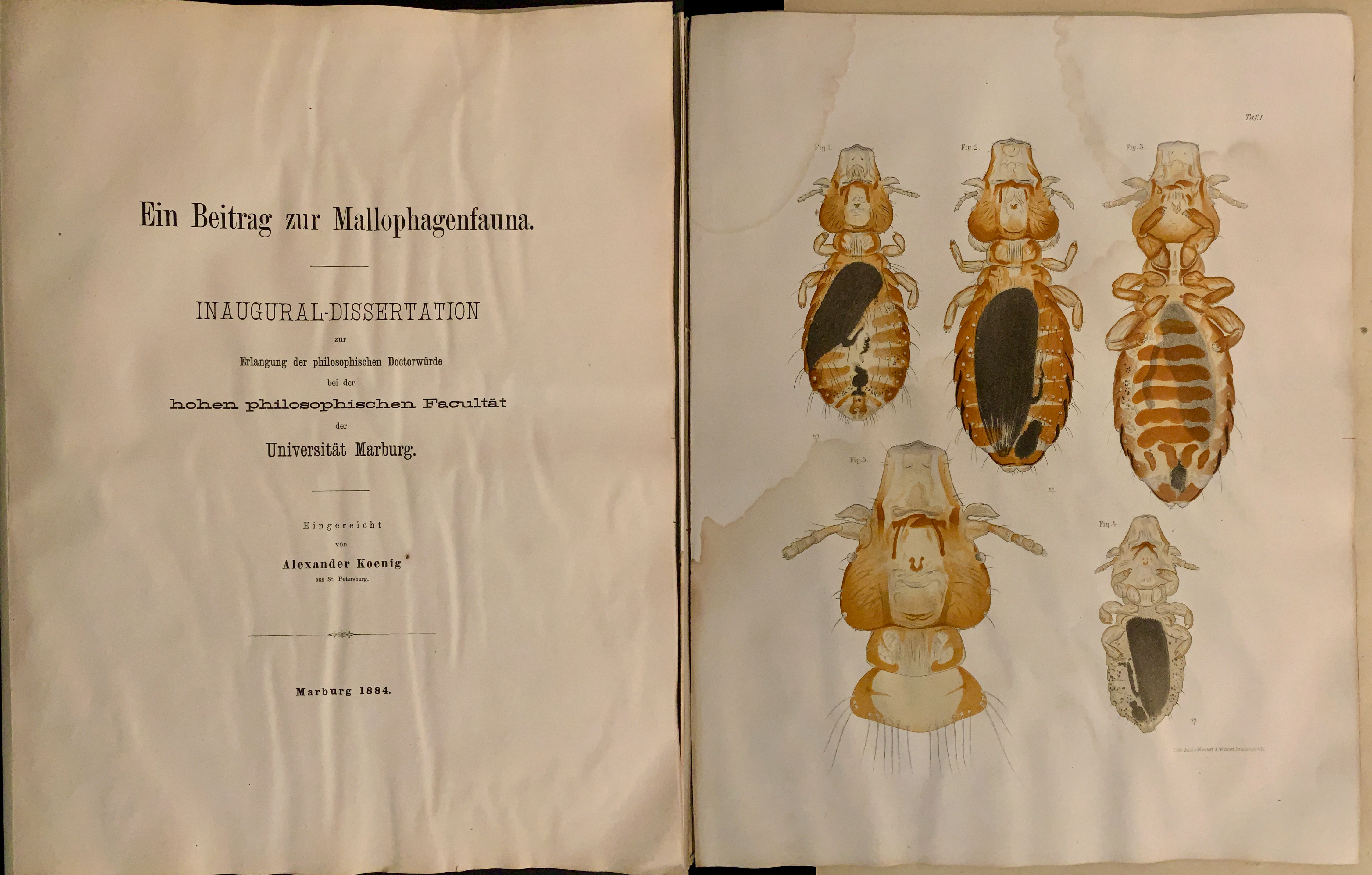
Die Doktorarbeit Koenigs

Im Alter von neun Jahren kam Alexander Koenig nach Bonn, wo sein Vater eine große Villa am Rheinufer erworben hatte (heute Villa Hammerschmidt). Dort besuchte er gemeinsam mit seinem Bruder Carl Koenig, dem Vater der Schriftstellerin Hertha Koenig, das Königliche Gymnasium bis 1874. Ostern 1874 wechselte er auf das Gymnasium Arnoldinum zu Burgsteinfurt. Hier begann er als Obertertianer mit dem Sammeln von Vogeleiern und Tierpräparaten. In seinen Erinnerungen eines alten Burgsteinfurter Schülers (Bonn 1933) beschreibt Koenig diese Jahre als die prägenden für seine berufliche Zukunft. 1880 fiel er am Arnoldinum durchs Abitur, das er zwei Jahre später am 18. März 1882 am humanistischen Gymnasium im pommerschen Demmin bestand.

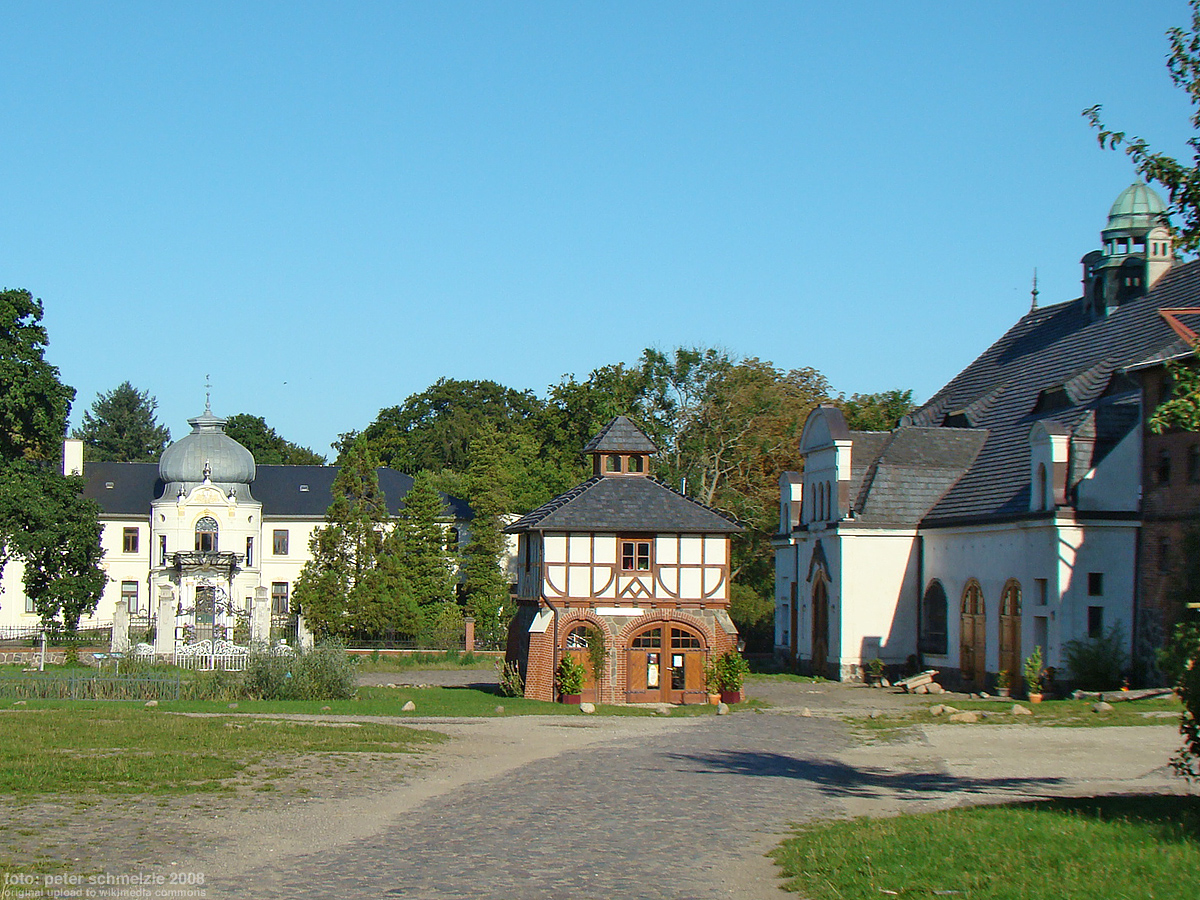
Koenigs Landgut „Blücherhof“ in Klocksin

Er studierte Zoologie an den Universitäten Greifswald (ab 1880 zunächst mit „kleiner Matrikel“, bis er das Abitur nachgeholt hatte), Kiel, Berlin und Marburg, wo er 1884 mit einer Dissertation über taxonomische Probleme bei Mallophagen (Vogelläusen) zum Dr. phil. promoviert wurde. Im Sommer 1884 heiratete er Margarethe Westphal (1865–1943) aus Demmin. Er habilitierte sich 1888 in Bonn mit einer Arbeit über die Vögel von Tunis und wurde 1894 zum Professor der Philosophischen Fakultät der Rheinischen Friedrich Wilhelms-Universität Bonn ernannt. Bengt Berg war sein Mitarbeiter von 1909 bis 1913.

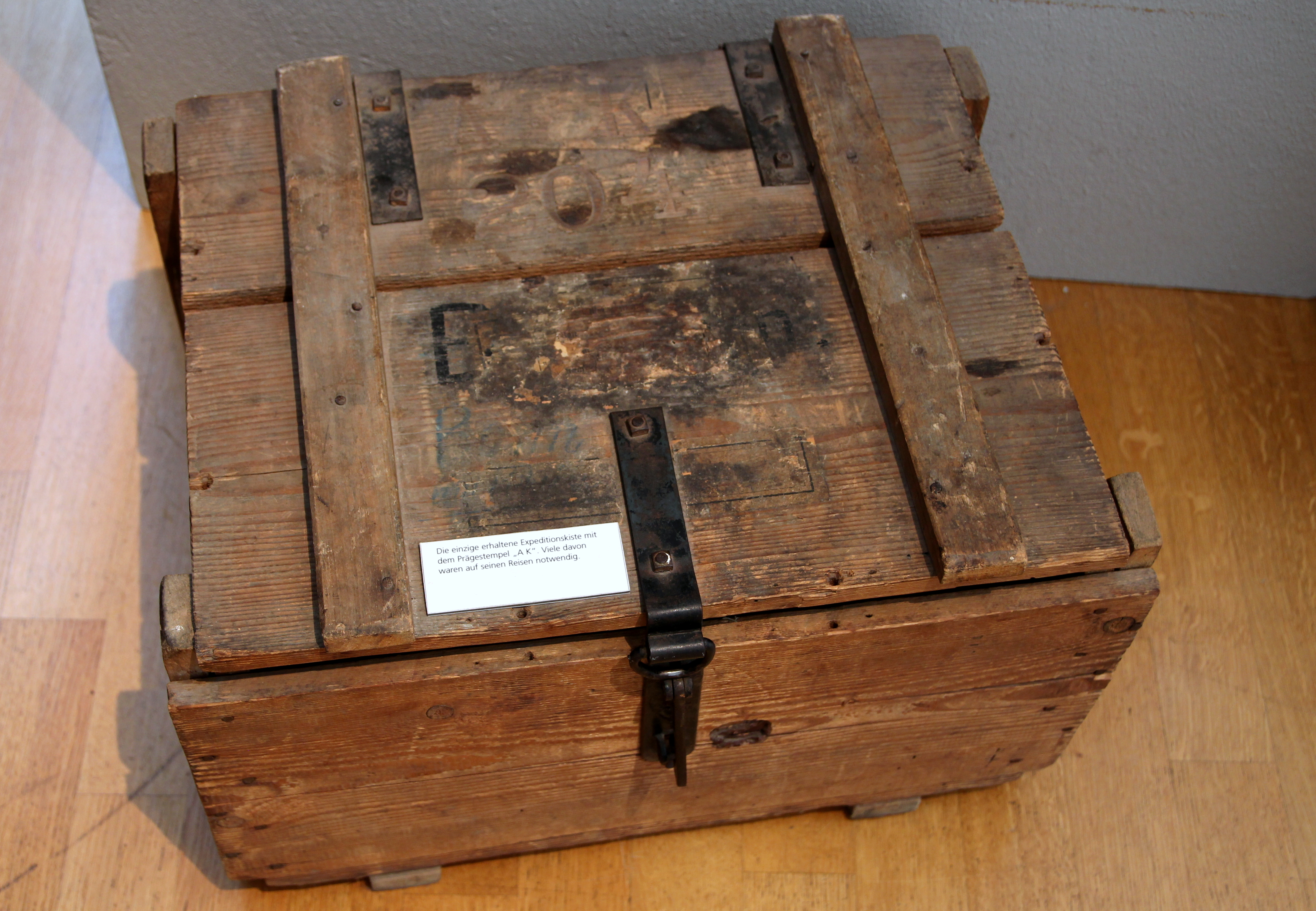
Kiste, die auf einer von Koenigs Expeditionen verwendet wurde und heute im Museum Koenig ausgestellt wird

Nach zahlreichen Forschungsreisen legte er 1912 in Bonn den Grundstein zum Bau eines Naturkundemuseums, das nach Koenig Museum Koenig benannt wurde. Der Rohbau stand bereits 1914, doch die Fertigstellung des Gebäudes wurde durch Krieg und Besatzungszeit, in der das Gebäude als Kaserne diente, verzögert. Außerdem verlor Koenig durch die Inflation sein gesamtes Vermögen. 1929 stiftete er das Museum dem Deutschen Reich. 1934 wurde es eröffnet. Danach lebte er bis zu seinem Tod in Bonn und auf seinem Gut in Mecklenburg.
Der Parlamentarische Rat der Bundesrepublik Deutschland hielt seine Eröffnungssitzung am 1. September 1948 im Museum Koenig ab.
Seine in der Jugend begonnene Sammlung, vor allem von Säugetieren und Vögeln, ist teilweise noch heute im Museum Koenig zu sehen, unter anderem zwei Giraffen, die er von einem Besuch aus der Kordofan-Region, dem heutigen Sudan, mitbrachte. Expeditionen führten ihn 1905 bis 1908 in die arktische Region um Spitzbergen sowie ins nördliche und nordöstliche Afrika.
Alexander Koenig starb am 16. Juli 1940 auf seinem Landsitz „Blücherhof“ in Mecklenburg. Er wurde auf dem Bonner Südfriedhof beigesetzt. Die Stadt Bonn hat ihm die auf halber Höhe des Bonner Venusbergs liegende Alexander-Koenig-Straße gewidmet.

## Auszeichnungen und Ehrungen
- 1934: Ehrenbürger der Stadt Bonn
- 1938: Adlerschild des Deutschen Reiches

## Schriften (Auswahl)
- Erinnerungen eines alten Burgsteinfurter Schülers aus seiner sechsjährigen Gymnasialzeit, Verlag Otto Dornblüth Nachf., Bedburg, 1933